# باكي رايت
باكي رايت (بالإنجليزية: Bukky Wright)‏ (مواليد 31 مارس 1967)، هي مُمثلة نيجيرية.

## روابط فنية
- باكي رايت في قاعدة بيانات الأفلام على الإنترنت